# Ne-Stabil
Ne-Stabil je exteriérová ocelová plastika v městské čtvrti Moravská Ostrava města Ostrava. Nachází se také v nížině Ostravská pánev v Moravskoslezském kraji.

## Historie a popis díla
Ne-Stabil je štíhlý a vysoký asymetrický sloup sestavený z ocelových ráfků kol automobilů, který se nachází v parku u Domu umění Ostrava. Autorem díla je Benedikt Tolar (*1975). Dílo vzniklo v roce 2019 v rámci Landscape festivalu Ostrava 2019 zaměřeného na krajinářskou architekturu. Prostorová kompozice sloupu působí, že balancuje na hraně stability/pádu. Ráfky kol jsou umístěny na nosné ocelové tyči.

## Galerie

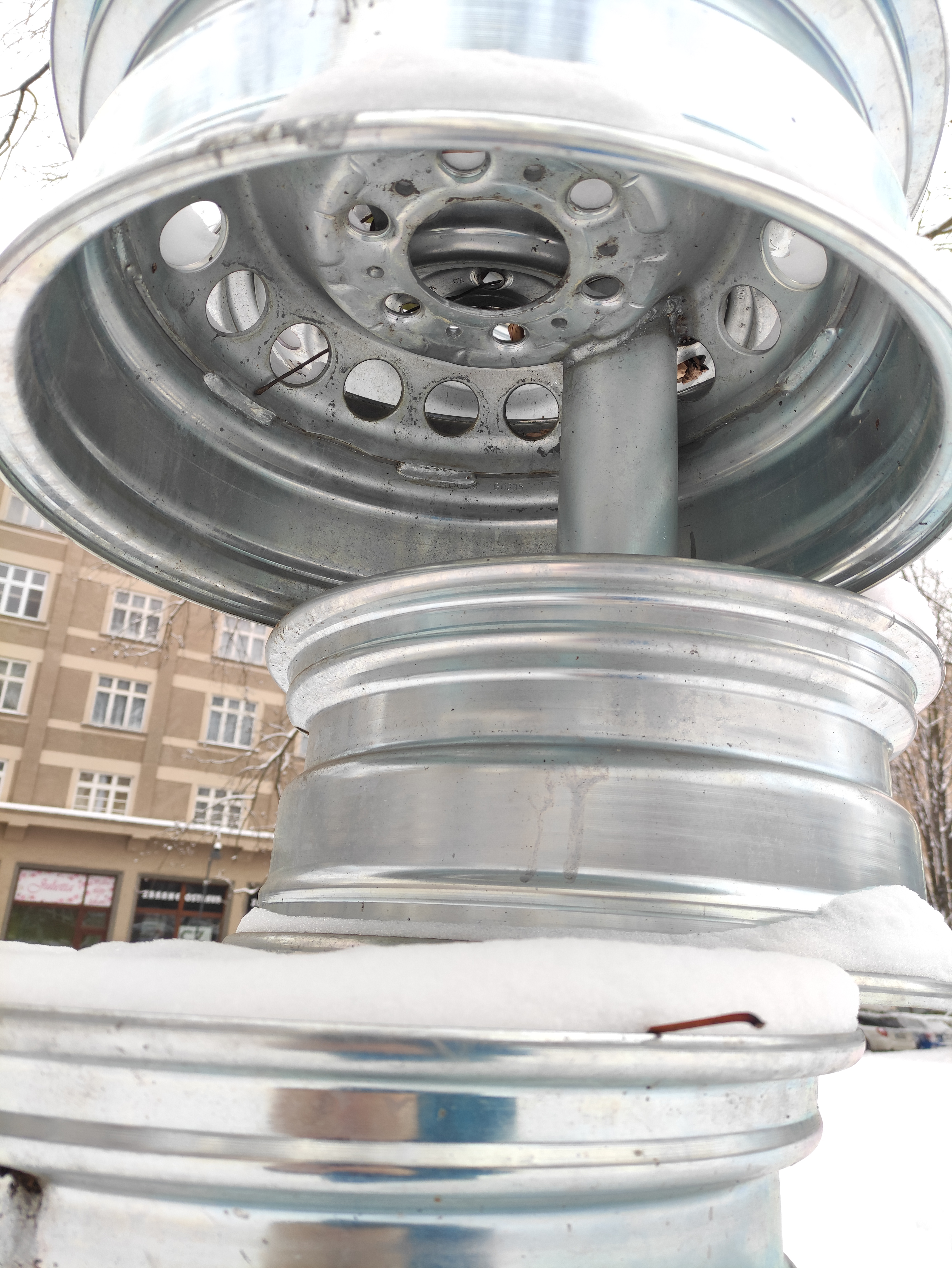
Detail připojení rafků k nosné tyči